# Guerre delle bande
La Guerra delle Bande (basco: Bando gerrak, spagnolo: Guerra de los Bandos) fu una serie estesa di faide di sangue, nei Paesi Baschi occidentali, Guascogna e Navarra nel tardo medioevo. La principale fonte per la guerra è Las Bienandanças e fortunas di Lope García de Salazar, scritto verso il 1471. La guerra prende il nome dalle reti aristocratiche di alleanze familiari e dai loro seguaci armati, conosciuti come bandos o bandoak (bande), che hanno condotto guerre continue per il potere e l'onore in tre regni. Le guerre cessarono solo con l'imposizione dell'autorità reale sotto Ferdinando II d'Aragona e Isabella di Castiglia, i "re cattolici".

## Gli schieramenti
Queste lotte includono tre tipi di scontri: la nobiltà contro i contadini, la nobiltà contro le città e la nobiltà contro se stessa. Quest'ultimo è il più rappresentativo degli scontri. In esso, i diversi lignaggi della nobiltà rurale dei territori di Biscaglia, Gipuzkoa e Álava si unirono attorno a due famiglie, i Gamboa e gli Oñaz, dando origine ai gruppi Gamboínos e Oñacinos.
I lignaggi erano costituiti da una vasta comunità legata tra loro da legami di sangue davanti alla quale si univano i cosiddetti parientes mayores, le famiglie con più possedimenti e ricchezze e altri membri della società medievale, come quelli affidati, che offrono vantaggi economici e lavorano in cambio della loro sicurezza; audaci, individui che si sono impegnati personalmente con il loro parente più potente in cambio di protezione; che costituivano la truppa in cambio di vitto e alloggio.
Le principali famiglie che costituivano i lignaggi delle diverse parti sono:
- Gamboínos: Famiglia Gamboa, Guevara, Balda, Elgueta, Olaso, Abendaño, Salazar, Ayala (a Vitoria), Leguizamones (a Bilbao) e Bañez (a Mondragón). Avevano come alleati gli Agramontesi e il Regno di Navarra.
- Oñacinos: Famiglia Oñaz, Mendoza, Loyola, Lazcano, Mújica, Butrón, Emparan, Unzueta, Calleja (a Vitoria), Zurbarán (a Bilbao) e Guraya (a Mondragón). Avevano come alleati gli Beaumontesi e la Corona di Castiglia.

## La lotta
Le guerre derivarono in parte dall'effetto destabilizzante della guerra civile castigliana e dalla conseguente debolezza politica della Casa di Trastámara. La fine della Signoria di Biscaglia del 1370 e la sua annessione del 1379 alla Castiglia, non fece che esacerbare gli effetti dell'anarchia politica su Biscaglia. L'ascesa delle città, in particolare Bilbao e Bermeo, provocò la lotta per il potere municipale tra le ricche famiglie urbane. Parallelamente la nobiltà terriera, si sforzò di proteggere i propri possedimenti, detenuti da secoli. Le famiglie Leguizamones e gli Zurbarán erano nemici dal 1270. Molte famiglie nobili minori furono coinvolte nei feudi delle grandi famiglie per vincoli matrimoniali.
Nel 1362, nella prima fase dei conflitti, le famiglie Legizamon e Zurbarán combatterono una battaglia per le strade di Bilbao. Combatterono di nuovo nel mercato di Bermeo nel 1413. Successivamente fino al 1433 i combattimenti tra le due bande continuarono senza tregua. I Basurto, che erano stati nemici del Legizamon, combatterono dalla parte dello Zurbarán. La guerra urbana fu meno letale delle battaglie campali spesso combattute nelle campagne: solo cinque uomini morirono in una rissa a Bilbao nel 1440 e solo dieci nelle strade di Bermeo nel 1443.
Nel 1413 scoppiò una guerra privata tra Juan de Sant Pedro, del Labourd nel Ducato di Guascogna, e le case navarre degli Espeleta e dei Alzate. Dopo che il capo della famiglia Alzate e suo figlio furono uccisi, Don Fernando della famiglia Gamboa di Gipuzkoa fece sposare suo figlio con la figlia ed erede degli Alzate. Conseguentemente attaccó Juan de Sant Pedro per vendicare la famiglia di sua nuora. Fu sconfitto e ucciso e 150 uomini morirono nella battaglia.
Intorno al 1420 i Gamboínos prolungarono la loro faida con un assalto notturno alla famiglia Oñaz, anch'essa di Gipuzkoa. A Natale, il castello degli Oñaz fu dato alle fiamme e il capo della casata e assieme a altri nove componenti sono morirono nelle fiamme. Le terre della famiglia Oñaz furono poi devastate dai Gamboínos e dai loro alleati, ma gli alleati degli Oñaz intervennero in loro difesa. Di questi ultimi, i Lazcano attaccarono la famiglia Balda, alleata dei Gamboa, uccidendone il capo. Con la fine di questa piccola guerra era nata una nuova rete di faide di sangue.
I Gamboa e i Balda combatterono contro gli Oñaz e Lezcano a Zumarraga nel 1446. Gli Oñaz vinsero e incendiarono la fortezza dei Gamboa ad Azkoitia. Settanta uomini e dodici dei leader furono uccisi. Le famiglie, con le loro estese reti di alleati, si affrontarono nuovamente nel 1447 e nel 1448.
Già nel 1390 e nel 1393 le guerre in Biscaglia erano state ridotte dall'intervento delle Hermandad reali, capaci di attingere alle rendite dei possedimenti reali. Nel 1415 il corregidor, governatore dell'Hermandad nominato dal re, agendo per ordine reale, travasò il grano della Biscaglia alle Asturie, incitando alla ribellione. I Biscaglini furono sconfitti ad Erandio con la perdita di sessanta uomini e le cessioni di grano continuarono. Nel 1442 le Hermandades interferirono con successo a Bilbao e Mondragón, ma la pace stabilita non durò. Nel 1457 la guerra tra i Gamboa e gli Oñaz terminò bruscamente quando le Hermandades si ribellarono contro entrambi, presero i loro castelli ed espulsero i loro capi dalla Gipuzkoa.